# Blank (Einheit)
Blank war ein englisches Troy-Gewicht. Es war ein Gold-, Silber-, Platin-, Edelstein-, Münz- und Apothekergewicht. Das kleine Maß stellt die Wägbarkeit in Frage.
Die Maßkette war vom Troy-Pfund abwärtsː   
- 1 Troy-Pound/Pfund = 12 Ounces/Unzen = 240 Pennyweights/Pfenniggewicht = 5760 Grains/Grän = 115.200 Mites = 2.764.800 Doits = 55.296.000 Periots = 1.327.104.000 Blanks = 373,209 Gramm (373,1501 Gramm)

Zur Übersichtlichkeit ab Grain die Maßkette:
- 1 Grain = 20 Mites = 480 Doits = 9600 Periots = 230.400 Blanks
- 1 Blank = 1/230.400 Grain = 0,00028 Milligramm